# قائمة أعضاء مجلس النواب العراقي - الدورة الخامسة
هذه قائمة أعضاء مجلس النواب العراقي - الدورة الخامسة بعد انتخابات 1934، اختير الأعضاء من خلال الانتخابات التي جرت يوم 6 كانون الأول 1934.

## لواء أربيل
| التسلسل | الاسم           | الملاحظات                  |
| ------- | --------------- | -------------------------- |
| 1       | ميران قادر      | -                          |
| 2       | جمال رشيد بابان | -                          |
| 3       | أحمد محمد علي   | -                          |
| 4       | سليمان فتاح     | -                          |
| 5       | علي الدوغره مجي | نائب في الدورتين الماضيتين |

## لواء البصرة
| التسلسل | الاسم                | الملاحظات                       |
| ------- | -------------------- | ------------------------------- |
| 1       | حامد النقيب          | نائب في الدورتين الماضيتين      |
| 2       | إبراهيم البجاري      | نائب في الدورة الماضية          |
| 3       | روفائيل بطي          | -                               |
| 4       | روبين بطاط           | -                               |
| 5       | عبد الرحمن النعمة    | نائب في الدورات الأربعة الماضية |
| 6       | عبد الله محمد الخليل | نائب في الدورتين الماضيتين      |
| 7       | صالح باش أعيان       | -                               |
| 8       | محمد زكي البصري      | -                               |
| 9       | عبود الملاك          | نائب في الدورتين الماضيتين      |

## لواء بغداد
| التسلسل | الاسم                | الملاحظات                                     |
| ------- | -------------------- | --------------------------------------------- |
| 1       | إبراهيم حييم         | نائب في الدورتين الماضيتين                    |
| 2       | أحمد الداود          | نائب في الدورة الماضية                        |
| 3       | أحمد عزة الأعظمي     | -                                             |
| 4       | أمين زكي علي         |                                               |
| 5       | جميل المدفعي         | نائب في الدورتين الماضيتين                    |
| 6       | إلياهو العاني        | -                                             |
| 7       | علي جودت الأيوبي     | نائب في الدورة الماضية عن الموصل              |
| 8       | محمد رضا الشبيبي     | كان نائبا في الدورات الأولى والثانية والرابعة |
| 9       | ناجي شوكت            | توظف فحل محله فخري جميل                       |
| 10      | عبد الهادي الجلبي    |                                               |
| 11      | هبة الدين الشهرستاني |                                               |
| 12      | يوسف غنيمة           |                                               |
| 13      | ياسين الهاشمي        | نائب في الدورات الأربعة الماضية               |
| 14      | عبد القادر رشيد      | توظف فحل محله عباس مهدي                       |

## لواء الحلة
| التسلسل | الاسم                   | الملاحظات                       |
| ------- | ----------------------- | ------------------------------- |
| 1       | سليمان الباجه جي        | -                               |
| 2       | سلمان البراك            | نائب في الدورات الأربعة الماضية |
| 3       | علوان الحاج سعدون       | -                               |
| 4       | عداي الجريان            | -                               |
| 5       | محمد عبد الحسين الكاظمي | -                               |

## لواء الدليم
| التسلسل | الاسم        | الملاحظات                       |
| ------- | ------------ | ------------------------------- |
| 1       | خميس الضاري  | نائب في الدورة الماضية          |
| 2       | نجيب الراوي  | -                               |
| 3       | علي السليمان | نائب في الدورات الأربعة الماضية |
| 4       | أرشد العمري  | -                               |

## لواء ديالى
| التسلسل | الاسم                           | الملاحظات                         |
| ------- | ------------------------------- | --------------------------------- |
| 1       | توفيق برتو                      | نائب في دورة سابقة عن لواء الدليم |
| 2       | بهاء الدين الشيخ سعيد النقشبندي | -                                 |
| 3       | عز الدين النقيب                 | نائب في الدورات الثلاثة الماضية   |
| 4       | عبد اللطيف ثنيان                | -                                 |

## لواء الديوانية
| التسلسل | الاسم              | الملاحظات                                              |
| ------- | ------------------ | ------------------------------------------------------ |
| 1       | رايح العطية        | نائب في الدورة الماضية                                 |
| 2       | داخل الشعلان       | -                                                      |
| 3       | صادق البصام        | نائب في الدورتين الماضيتين، الأولى منهما عن لواء الكوت |
| 4       | رشيد الخوجة        | -                                                      |
| 5       | شعلان سلمان الظاهر | -                                                      |
| 6       | علي رضا العسكري    | -                                                      |
| 7       | مرزوك العواد       | -                                                      |
| 8       | مظهر الحاج صكب     | -                                                      |
| 9       | ضيدان الحسين       | -                                                      |
| 10      | عبد الحسين الأزري  | -                                                      |

## لواء السليمانية
| التسلسل | الاسم              | الملاحظات                       |
| ------- | ------------------ | ------------------------------- |
| 1       | سعيد حقي           | -                               |
| 2       | صبري الحاج علي أغا | نائب في الدورتين الماضيتين      |
| 3       | محمد صالح محمد علي | نائب في الدورات الأربعة الماضية |
| 4       | سيف الله خندان     | نائب في الثلاثة الماضية         |

## لواء العمارة
| التسلسل | الاسم                  | الملاحظات                  |
| ------- | ---------------------- | -------------------------- |
| 1       | شبيب المزبان           | نائب في الدورة الماضية     |
| 2       | إبراهيم محمود الشابندر | نائب في الدورة الماضية     |
| 3       | محمد العريبي           | نائب في الدورتين الماضيتين |
| 4       | محمد النعمة            | -                          |

## لواء كربلاء
| التسلسل | الاسم         | الملاحظات              |
| ------- | ------------- | ---------------------- |
| 1       | عثمان العلوان | -                      |
| 2       | سعد صالح جريو | نائب في الدورة الماضية |

## لواء كركوك
| التسلسل | الاسم           | الملاحظات                                     |
| ------- | --------------- | --------------------------------------------- |
| 1       | حبيب الطالباني  | نائب في دورة سابقة، توظف فحل محله سليمان فتاح |
| 2       | علي قيردار      | نائب في الدورات الثلاثة الماضية               |
| 3       | جميل بابان      | نائب في الدورة الماضية                        |
| 4       | خليل زكي        | -                                             |
| 5       | محمد حاجي نعمان | -                                             |

## لواء الكوت
| التسلسل | الاسم             | الملاحظات                       |
| ------- | ----------------- | ------------------------------- |
| 1       | أحمد حالت         | نائب في الدورات الأربعة الماضية |
| 2       | حامد الوادي       | -                               |
| 3       | عبد الغفور البدري | -                               |
| 4       | يحيى الآلوسي      | -                               |

## لواء المنتفق
| التسلسل | الاسم           | الملاحظات                       |
| ------- | --------------- | ------------------------------- |
| 1       | زامل المناع     | نائب في الدورات الثلاثة الماضية |
| 2       | حسن الحمداني    | -                               |
| 3       | صالح جبر        | نائب في الدورتين الماضيتين      |
| 4       | منشد الحبيب     | نائب في الدورات الثلاثة الماضية |
| 5       | خيون العبيد     | نائب في الدورة الماضية          |
| 6       | محمد البسام     | -                               |
| 7       | عبد الغني حمادي | نائب في الدورة الماضية          |
| 8       | محمد حسن حيدر   | نائب في الدورة الماضية          |

## لواء الموصل
| التسلسل | الاسم             | الملاحظات                                           |
| ------- | ----------------- | --------------------------------------------------- |
| 1       | حازم شمدين أغا    | نائب في دورة سابقة                                  |
| 2       | حميدي الفرحان     | -                                                   |
| 3       | سليم حسون         | نائب في الدورة الماضية                              |
| 4       | سليم قاسم         | -                                                   |
| 5       | رؤوف اللوس        | نائب في الدورات الأربعة الماضية                     |
| 6       | يوسف الأيوبي      | -                                                   |
| 7       | سعيد ثابت         | نائب في الدورة الماضية                              |
| 8       | عبد الإله حافظ    | نائب في الدورة الماضية، استقال فحل محله جمال المفتي |
| 9       | محمد صدقي         | نائب في الدورتين الماضيتين                          |
| 10      | ساسون سميح        | نائب في الدورة الماضية                              |
| 11      | عبد الله السليمان | نائب في الدورة الماضية                              |
| 12      | هبة الله المفتي   | نائب في الدورة الماضية                              |